# Ostruzionismo
Ostruzionismo indica il disegno dilatorio messo in atto dai gruppi di una minoranza per ritardare o impedire alcuni atti. Il concetto viene usato in vari ambiti e contesti

## Ostruzionismo parlamentare

### Ostruzionismo tecnico
L'ostruzionismo è detto tecnico quando le minoranze fanno ricorso alle norme regolamentari ed agli usi parlamentari:
1. propongono sospensive e pregiudiziali tendenti a rinviare o a bloccare la discussione
2. iscrivono a parlare il numero più grande possibile di oppositori per discorsi lunghissimi[1]
3. presentano numerosissimi ordini del giorno ed emendamenti (ognuno dei quali va discusso e votato)
4. richiedono frequentemente la verifica del numero legale (cioè che il numero dei parlamentari sia sufficiente a rendere valida una votazione provocando, in caso di esito negativo, il rinvio della seduta) costringendo, così, anche la maggioranza ad essere presente in aula, pure durante le sedute fiume (quelle cioè in cui l'Assemblea siede in permanenza, fino ad esaurimento della discussione).

L'ostruzionismo tecnico viene spesso giustificato come metodo di difesa delle minoranze parlamentari.

### Ostruzionismo violento
L'ostruzionismo è detto violento quando si fa ricorso allo scontro fisico (scontri, colluttazioni, ...), o all'interruzione e alle intemperanze verbali con cui le opposizioni movimentano le sedute, forme di vera e propria violenza in cui si distinguono più spesso i gruppi più estremi avvilendo il parlamento.

### Metodi anti-ostruzionistici
Esistono comunque metodi che consentono di impedire l'ostruzionismo parlamentare, tra i quali il potere presidenziale di togliere la parola superato un limite di tempo fissato dai Regolamenti, la seduta fiume (che consiste nella prosecuzione ininterrotta della seduta parlamentare in corso), oppure le votazioni dette riassuntive o a scalare. Si tratta però di misure che restano tutte all'interno della vita parlamentare; la più antica di esse è la cosiddetta ghigliottina (cloture nei parlamenti anglosassoni), una mozione con cui la maggioranza porta al voto dell'Assemblea la richiesta di chiudere la discussione generale e procedere direttamente alla successiva fase procedurale (discussione degli articoli).
Il primo livello delle iniziative antiostruzionistiche che, invece, coinvolgono anche i poteri del Governo è quello che prevede l'emanazione di un decreto-legge appena la maggioranza - in una qualsiasi sede, anche la sola sede referente sui disegni di legge nella medesima materia – ha raggiunto un consenso al suo interno, votando un testo.
Senza dubbio però, lo strumento antiostruzionistico per eccellenza consiste nella presentazione, da parte del Governo, di un maxiemendamento, cioè un emendamento che ingloba tutti gli articoli della legge in esame, su quale viene posta la questione di fiducia, che essendo prioritaria rispetto a tutte le altre viene subito votata e pertanto tutti gli emendamenti presentati si considerano preclusi.
L'opzione nucleare, come è stata a volte chiamata, è invece quella di modificare gli stessi regolamenti parlamentari nella parte in cui consentono le tecniche ostruzionistiche: essa può conseguirsi con la maggioranza necessaria per le modifiche regolamentari (che spesso è più bassa di quella per le modifiche costituzionali, o comunque meno gravosa), ma - stante la sua pesantissima ricaduta in termini di delegittimazione delle istituzioni - registra precedenti soprattutto nei momenti di crisi delle democrazie. In questo caso le misure anti-ostruzionistiche ritornano tutte nell'alveo endo-parlamentare, ma sotto forma di una modificazione delle regole imposta "a gioco già in corso".
Un'altra possibile conseguenza dell'"opzione nucleare" è la sua utilizzazione da parte dello schieramento politico avverso a coloro che la utilizzarono per primi: è quanto è avvenuto nel 115º Congresso degli Stati Uniti d'America, quando la nuova maggioranza repubblicana al Senato ha esteso alle proposte presidenziali di nomine alla Corte suprema l'abbassamento della "supermaggioranza" già statuito, nel 113º Congresso, per le proposte presidenziali di nomine alle Corti inferiori.

## Ostruzionismo sindacale
Nel diritto sindacale si intende con ostruzionismo sindacale il comportamento con il quale i lavoratori pongono in essere comportamenti che rallentano od ostacolano il processo produttivo al fine di attuare una lotta sindacale, pur rispettando la formale prestazione di lavoro e il regolamento aziendale.
Nella realtà lavorativa spesso accade che ci siano molte regole informali che rendono il lavoro più fluido e dinamico (ad esempio fare un'altra mansione se un collega all'improvviso sta male in attesa dell'arrivo di un addetto formalmente qualificato, oppure sorvegliare i colleghi per volontà del datore di lavoro pur non essendo formalmente preposti e retribuiti, controllare i macchinari saltando le procedure cavillose al fine di velocizzare la produzione, ecc.).
Esso può essere promosso da un sindacato e seguito da una collettività di lavoratori (durante gli sciopero del '68 in Italia è stato molto utilizzato), oppure attuato da un singolo lavoratore senza iniziativa sindacale. Se proclamato da un sindacato, l'ostruzionismo è considerato come un legittimo diritto di sciopero a tutela di un interesse collettivo (in tal caso prende il nome di sciopero pignolo). Tuttavia in qualità di sciopero non dà luogo all'obbligo di retribuzione da parte del datore di lavoro.
Se non è proclamato da un sindacato, invece, l'ostruzionismo è considerato un illecito civile. La ragione di ciò è che si tratta di un'esecuzione che non è in buona fede e pertanto è considerabile come inadempimento della prestazione per cause imputabili al lavoratore (nel diritto privato l'obbligazione contrattuale comprende le necessarie cure che, sebbene non previste espressamente dal contratto, rendono migliore l'esecuzione ove esse siano possibili, secondo la diligenza del buon padre di famiglia).
La maggior parte della dottrina è concorde con l'affermare che lo sciopero pignolo può arrecare danno al profitto (d'altronde lo sciopero mira proprio a quello), ma non deve arrecare danno alla capacità produttiva (in tal caso i lavoratori cadranno nell'inadempimento e saranno responsabili in solido del danno). La capacità produttiva è intesa come capacità dell'azienda di riprendere la propria attività una volta terminato lo sciopero pignolo (macchinari intatti, locali non danneggiati, ecc.). L'eventuale perdita di clienti o i peggiori rapporti con i fornitori in seguito allo sciopero pignolo non fanno parte del danno alla capacità produttiva, ma sono bensì delle facoltà imputate all'attività imprenditoriale del datore di lavoro.

## Nel mondo

### Italia
Il 4 febbraio 1899 il presidente del consiglio italiano Luigi Pelloux presentò alla Camera dei deputati un gruppo di decreti volti, tra l'altro, a punire lo sciopero ed a limitare i diritti di riunione e la libertà di stampa. Il 4 marzo la Camera approvò il passaggio alla seconda lettura del disegno di legge, ma fronteggiò un durissimo ostruzionismo parlamentare contro il quale, il 4 maggio dello stesso anno, dopo un rimpasto di governo, Pelloux propose allora un nuovo regolamento parlamentare: esso - introducendo la ghigliottina per impedire alla discussione di prolungarsi con interventi di tutti i deputati dell'opposizione - tendeva a sormontare l'ostruzionismo con un cambio delle regole a gioco già in corso.
Subito dopo, il 23 giugno 1899, fu pubblicato un altro decreto, denominato significativamente "il decretone", che riuniva 10 articoli di Pelloux relative alla stampa e alla pubblica sicurezza che egli mandava alla Camera per l'approvazione. Il 30 giugno 1899 il deputato Camillo Prampolini fu protagonista a Montecitorio - con i colleghi deputati socialisti De Felice, Giuffrida, Morgari, Leonida Bissolati e Costa - del nuovo ostruzionismo che culminò nel rovesciamento delle urne, costituendosi alla giustizia penale il 18 settembre successivo.
Il Governo confidava nel fatto che il provvedimento sarebbe entrato in vigore, anche senza la deliberazione di Montecitorio, per la sua natura di decreto-legge; ma la sentenza 20 gennaio 1900 della Cassazione di Roma, concludendo anche giuridicamente la vicenda, ritenne che il regio decreto 22 giugno 1899, n. 227, presentato dal governo Pelloux, fosse “assimilabile ad un mero disegno di legge di iniziativa governativa”; per questo, si concludeva, "giusta le norme costituzionali, ed in base alla costante consuetudine, quel disegno di legge con la chiusura della sessione restò decaduto". Anche per il prolungarsi dell'ostruzionismo fino alla chiusura della sessione, quindi, il tentativo autoritario non riuscì e, grazie all'opposizione nel Parlamento e nel Paese, il governo si dimise, dando luogo alla svolta libertaria del governo Zanardelli.

### Stati Uniti d'America
L'ostruzionismo al Senato degli Stati Uniti d'America è spesso portato avanti mediante il filibustering, ovvero il tenere lunghi discorsi per ritardare la votazione su un determinato provvedimento. Il regolamento del Senato prevede infatti che ogni membro abbia a disposizione un tempo potenzialmente illimitato per parlare, a meno che non sia approvata da tre quinti dell'assemblea (ovvero 60 senatori, visto che il numero complessivo di membri è pari a 100) una mozione per chiudere il dibattito (la cosiddetta cloture motion, letteralmente mozione di chiusura), così da passare al voto. 
Sin dagli anni '50 del XX secolo, per evitare lo stallo completo dei lavori parlamentari, è stata consuetudine che la maggioranza invocasse una cloture motion non appena un senatore dichiarasse la propria intenzione di praticare ostruzionismo contro un determinato provvedimento, e che si non procedesse alla discussione su tale provvedimento a meno che la mozione non fosse approvata. Questo ha reso de facto impossibile approvare un provvedimento senza il consenso di tre quinti dei membri del Senato.

## Nella cultura popolare
Il metodo del filibustering è mostrato nel film Mr. Smith va a Washington del 1939, diretto da Frank Capra e interpretato da James Stewart e Jean Arthur.